# Білокринична вулиця (Київ, Ленінградський район)
Білокрини́чна ву́лиця — зникла вулиця, що існувала у Ленінградському районі (нині — Святошинський) міста Києва, село Микільська Борщагівка. Пролягала від Ленінабадської вулиці. 
Прилучався Білокриничний провулок.

## Історія
Вулиця виникла в 1-й половині XX століття, мала назву Польова. Назву Білокринична вулиця отримала 1974 року. Ліквідована у 80-х роках XX століття під час знесення старої забудови села Микільська Борщагівка та будівництва житлового масиву Південна Борщагівка.